# Bruno Duvic
Pour les articles homonymes, voir Duvic.
Bruno Duvic, né le 27 mai 1976, est un journaliste français de radio et de télévision.
Il rejoint Radio France en 2000. D'abord sur France Info, il travaille à la rédaction de France Inter depuis 2001, assurant la présentation de journaux jusqu'en 2008 et il présente Le Treize Quatorze de 2016 à 2023. Depuis 2023, il est le correspondant permanent de Radio France en Italie.
À la télévision, Bruno Duvic a travaillé pour Arte, Canal+ et France 5.

## Biographie

### Formation et débuts professionnels
Après avoir étudié au collège Richelieu de La Roche-sur-Yon (Vendée), c'est à Radio France Loire Océan durant l'été 1995 que Bruno Duvic fait ses premiers pas de journaliste, avant de travailler à Ouest-France.
Diplômé du Centre de Formation des Journalistes et lauréat de la Bourse René Payot en 2000, il rejoint la même année Radio France. Au sein de la rédaction de France Info, il fait d'abord de la présentation et du reportage.

### France Inter
Embauché à la rédaction de France Inter en septembre 2001, il présente d'abord les flashs de nuit, puis les journaux de 18 h et 19 h en duo avec Lise Joly à partir de septembre 2004. De septembre 2006 à juin 2008, il présente les journaux de 7 h et 9 h aux côtés de Nicolas Demorand.
À partir de septembre 2008 et jusqu'en juin 2009, il remplace Jean-Marc Four, produisant et présentant Et pourtant elle tourne, une émission proposant une autre lecture du monde et son actualité en donnant la priorité au direct et la parole aux nombreux correspondants de Radio France à l'étranger. Il couvre notamment l’élection de Barack Obama, les élections européennes ainsi que l'éclatement de la crise.
De septembre 2009 à juin 2015, il assure la revue de presse matinale de France Inter. Il est en outre le remplaçant attitré de Patrick Cohen à la tête du 7/9 de France Inter depuis août 2010.
À partir d'août 2015, il est aux commandes d'une nouvelle émission de reportage sur la station publique du lundi au vendredi de 10 h à 11 h : Un jour en France.
À la rentrée de septembre 2016, il prend la place de Claire Servajean aux commandes du journal de 13 heures.
En septembre 2019  il crée, avec Thibaut Cavaillès et Fanny Bohuon, le magazine Pour suite, diffusé sur les plateformes de podcasts et le site internet de France Inter afin de « revenir sur un fait marquant de la semaine et de l’explorer en profondeur ».
Lors de la crise sanitaire du Covid-19, il présente la tranche d'information de la mi-journée Le grand rendez-vous de 12h30 à 14h.
Depuis 2023, il est le correspondant permanent de Radio France à Rome, en Italie.

### Télévision
De janvier 2007 à décembre 2009, Bruno Duvic présente le magazine Zoom Europa sur la chaîne franco-allemande Arte.
En 2012, il collaborait à l'émission dominicale de Canal+, Le Supplément.
Pendant l'été 2020, il présente l’émission C dans l’air sur France 5 en remplacement de Caroline Roux et Axel de Tarlé, et le vendredi depuis la rentrée de septembre 2020.